# Tocqueville, Eure
Tocqueville là một xã thuộc tỉnh Eure trong vùng Normandie miền bắc nước Pháp.